# 前422年
| 千纪： | 前1千纪 |
| 世纪： | 前6世纪 \| 前5世纪 \| 前4世纪 |
| 年代： | 前450年代 \| 前440年代 \| 前430年代 \| 前420年代 \| 前410年代 \| 前400年代 \| 前390年代                                                                                        |
| 年份： | 前427年 \| 前426年 \| 前425年 \| 前424年 \| 前423年 \| 前422年 \| 前421年 \| 前420年 \| 前419年 \| 前418年 \| 前417年                                                          |
| 纪年： | 周威烈王四年 魯元公十五年 齊宣公三十四年 晉幽公十二年 趙獻子二年 魏文侯三年韓武子三年 秦靈公三年 楚簡王十年 宋昭公四十七年 衛懷公四年 鄭繻公元年 燕閔公十七年 越王朱勾二十六年 |

## 大事記
- 魏国文侯任命李悝（前455年－前395年）为相，实行变法。
- 秦灵公作吴阳上畤，祭祀黄帝，作下畤，祭祀炎帝
- 安菲波利斯战役，古雅典執政官克里昂（前429─前422年）戰死，斯巴達大將布拉西达斯戰死。

## 逝世
- 克拉提努斯，古希腊旧喜剧的主要作家
- 克里昂，古雅典政治家與軍事將領，在和斯巴達交戰的安菲波利斯战役中陣亡。
- 布拉西达斯，伯羅奔尼撒战争中斯巴达统帅。